# Melithaea harbereri
Melithaea harbereri is een zachte koraalsoort uit de familie Melithaeidae. De koraalsoort komt uit het geslacht Melithaea. Melithaea harbereri werd in 1908 voor het eerst wetenschappelijk beschreven door Kükenthal. 